# Uniše
Uniše este o localitate din comuna Šentjur, Slovenia, cu o populație de 42 de locuitori.